# Falkenstein (Pfalz)

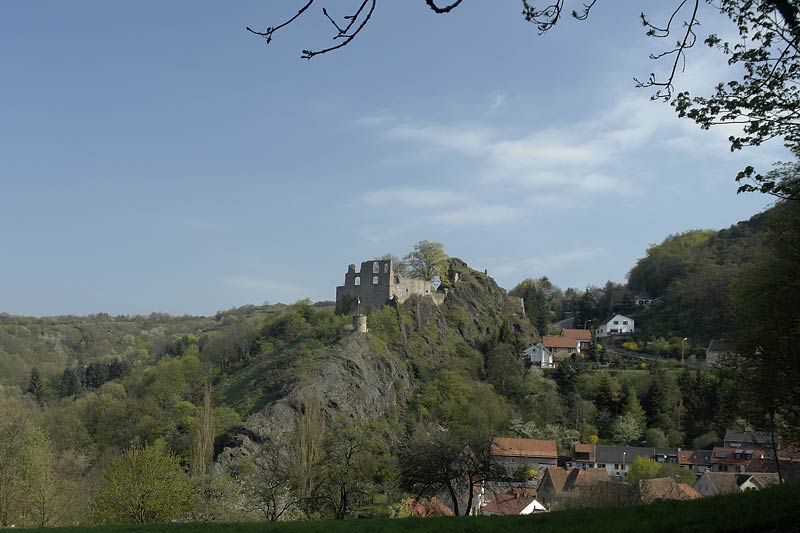
Burgruine und Ort Falkenstein (2006)

Falkenstein (pfälzisch: Falgestää) ist eine Ortsgemeinde im Donnersbergkreis in Rheinland-Pfalz. Sie gehört der Verbandsgemeinde Winnweiler an, innerhalb derer sie gemessen an der Einwohnerzahl die kleinste Ortsgemeinde darstellt.

## Geographie

### Lage
Falkenstein liegt im Nordpfälzer Bergland innerhalb dessen Teilbereich Falkensteiner Berge; lediglich der Norden der Gemarkung gehört zum Donnersbergmassiv und dessen Untereinheit Westliche Donnersbergrandhöhen. Das Straßendorf liegt an einer alten Passstraße, die in einer Höhe von 464 Metern ihren Scheitelpunkt erreicht. Die Hauptstraße gehört mit 25 Prozent Steigung zu den steilsten öffentlichen Straßen Deutschlands. Südwestlich des Ortes öffnet sich das Falkensteiner Tal, das vor allem durch seine Felsformationen bekannt ist. Die Gemarkung ist größtenteils bewaldet. Neben dem eigentlichen Ort gehört zur Gemarkung zusätzlich ein großes Wochenendhausgebiet auf einem Bergrücken zwischen Appel- und Alsenztal auf 400 bis 480 Metern Höhe. Nachbargemeinden sind – im Uhrzeigersinn – Rockenhausen, Imsbach, Winnweiler und Schweisweiler.

### Erhebungen
Die Gemeinde befindet sich in einem tief eingeschnittenen Tal zwischen dem Bickberg (559 m ü. NHN) im Südosten und dem Schelmenberg (465 m ü. NHN) im Nordwesten, beides südwestliche Ausläufer des Donnersbergs. Ganz im Norden erstreckt sich die 488,1 Meter hohe Schneid.

### Gewässer
Zentrales Fließgewässer der Gemeinde ist der Falkensteiner Bach. Im äußersten Nordosten der Gemarkung jenseits des Siedlungsgebiets entspringt der Appelbach.

### Gemeindegliederung
Zu Falkenstein gehören auch die Wohnplätze Bornshof, Fuchshof, Merzauerhof und Wambacherhof.

### Klima
Der Jahresniederschlag beträgt 730 Millimeter.

## Geschichte
Die erste urkundliche Erwähnung als „Falconolai“ ist im Jahr 891 nachweisbar. 1135 erfolgte die erste urkundliche Erwähnung der Burg mit dem Besitzer Sigebold von Falkenstein. Im Jahr 1233 befand sich die Burg im Besitz von Philipp III. von Bolanden, der sich erstmals „Herr zu Falkenstein“ nannte. Er war Reichskämmerer und Burgvogt auf dem Trifels und erbte 1258 die Landvogtei in der Wetterau.
1456 wurden Burg und Herrschaft von Wirich IV. von Daun-Oberstein erworben. Dieser gründete und betrieb die Bergwerke und Verhüttungsanlagen. 1536 verstärkte sein Enkel Wirich V. von Daun-Falkenstein die Burg mit Wehranlagen und ließ die zu einem Renaissanceschloss umbauen.

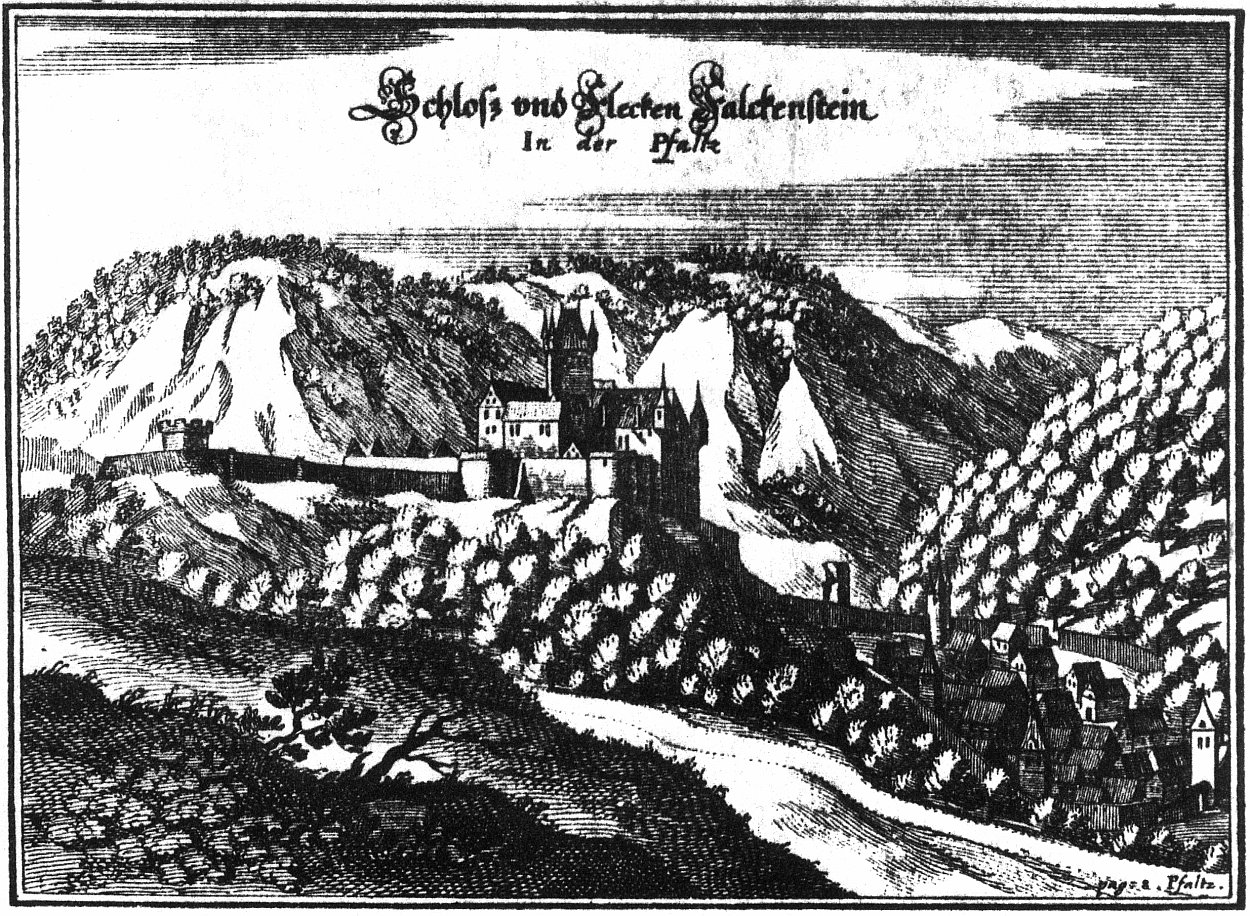
Burg Falkenstein im 17. Jahrhundert

Im Dreißigjährigen Krieg kam es 1647 zu einer Belagerung, Beschießung und Erstürmung der Burg durch die Franzosen. General Schönbeck ließ diese darauf mit drei Minen sprengen. 1654 stürmten Falkensteiner Untertanen das Gebäude und erschossen den lothringischen Kommandanten Weingart. Der letzte Graf von Falkenstein, Wilhelm Wirich von Daun-Falkenstein, verkaufte 1667 die verarmte Grafschaft an Herzog Karl IV. von Lothringen. Sechzig Jahre später gelangte 1736 die Grafschaft durch die Heirat des Franz Stephan von Lothringen mit Maria Theresia an das Haus Österreich-Lothringen. Seit 1782 wurde sie als Oberamt Winnweiler von der vorderösterreichischen Regierung in Freiburg im Breisgau verwaltet.
Von 1798 bis 1814, als die Pfalz Teil der Französischen Republik (bis 1804) und anschließend Teil des Napoleonischen Kaiserreichs war, war die Gemeinde in den Kanton Winnweiler eingegliedert. 1815 gehörte der Ort infolge der auf dem Wiener Kongress getroffenen Vereinbarungen zunächst erneut zu Österreich. Ein Jahr später wurde er Bayern zugeschlagen. Von 1818 bis 1862 war Falkenstein Bestandteil des Landkommissariat Kaiserslautern, das anschließend in ein Bezirksamt umgewandelt wurde.
Am 1. Dezember 1900 wechselte die Gemeinde in das neu geschaffene Bezirksamt Rockenhausen. Ab 1939 war der Ort Bestandteil des Landkreises Rockenhausen. Nach dem Zweiten Weltkrieg wurde Falkenstein innerhalb der französischen Besatzungszone Teil des damals neu gebildeten Landes Rheinland-Pfalz. 1961 hatte die Gemeinde insgesamt 275 Einwohner. Im Zuge der ersten rheinland-pfälzischen Verwaltungsreform wechselte die Gemeinde in den neu geschaffenen Donnersbergkreis. 1972 wurde sie der neu gebildeten Verbandsgemeinde Winnweiler zugeschlagen.

## Politik

### Gemeinderat
Der Gemeinderat in Falkenstein besteht aus sechs Ratsmitgliedern, die bei der Kommunalwahl am 9. Juni 2024 in einer Mehrheitswahl gewählt wurden, und dem ehrenamtlichen Ortsbürgermeister als Vorsitzendem.

### Bürgermeister
Christoph Heuschkel wurde am 3. Juli 2024 Ortsbürgermeister von Falkenstein.  Bei der Direktwahl am 9. Juni 2024 hatte er sich mit einem Stimmenanteil von 82,5 % gegen einen Mitbewerber durchgesetzt und folgte damit auf Volker Demmerle, der nach 15 Jahren im Amt nicht mehr kandidiert hatte.
Vorgänger von Christoph Heuschkel waren Volker Demmerle (Ortsbürgermeister 2009–2024), Andreas Fischer (2004–2009) und Josef Fischer (1989–2004).

### Wappen
| Wappen von Falkenstein | Blasonierung: „Geviert von Grün und Gold; oben drei wachsende Eicheln mit Laub in verwechselten Farben, unten links eine grüne bezinnte Burg, unten rechts ein goldener Falke.“ |
| Wappen von Falkenstein | |

## Sehenswürdigkeiten

### Kulturdenkmäler

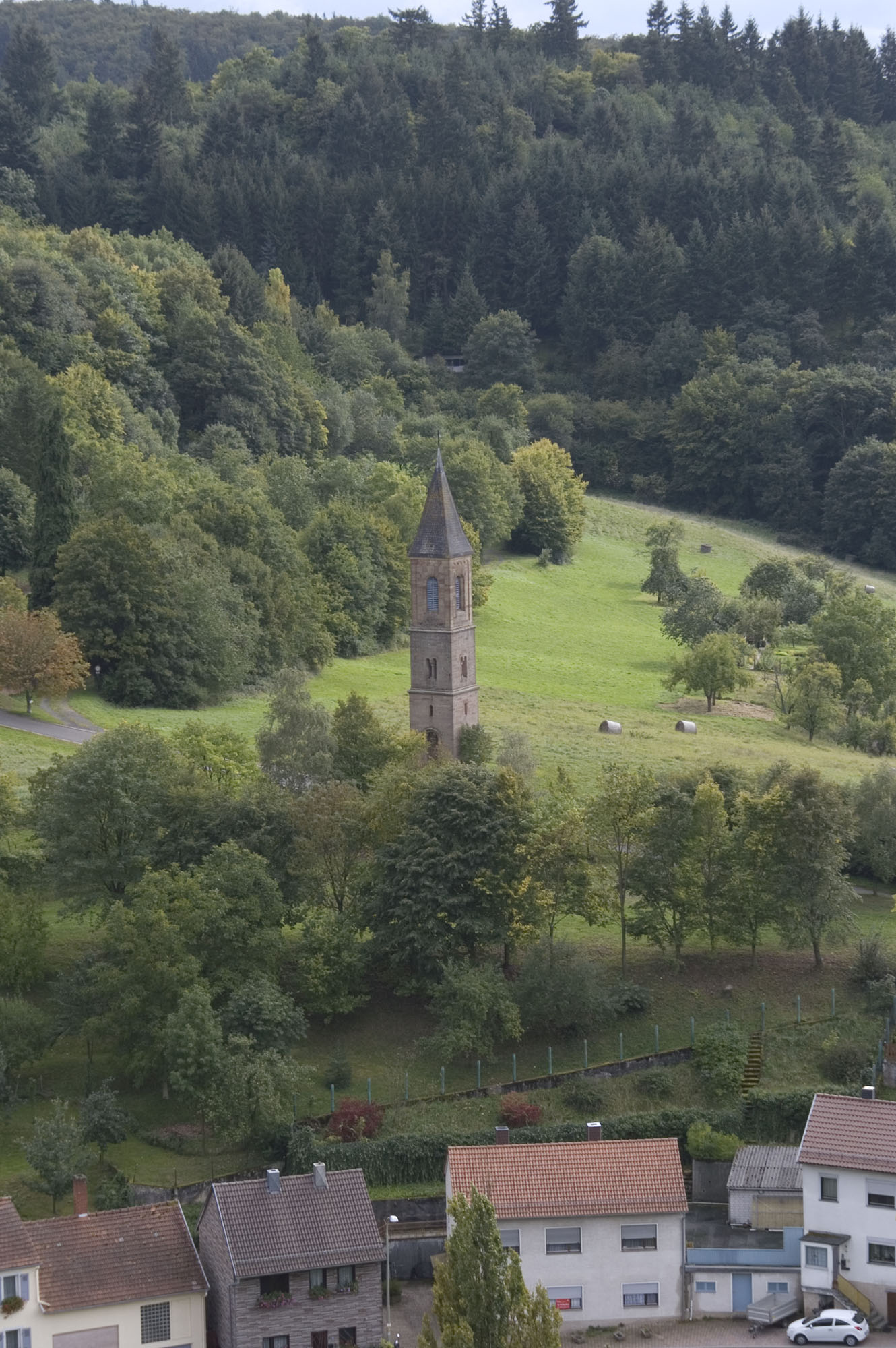
Denkmalgeschützter protestantischer Glockenturm

Die Burgruine Falkenstein und der Jüdische Friedhof sind als Denkmalzonen ausgewiesen.
Erstere befindet sich oberhalb des Ortes. Sie wurde ab 1979 teilweise restauriert. Dort befindet sich ebenso die Freilichtbühne mit angrenzender „Burgstubb“. Familie Gienanth erwarb das Burgareal, das später über den Nordpfälzer Geschichtsverein an den Landkreis Rockenhausen und den Donnersbergkreis fiel. Seit 1996 ist die Burgruine im Eigentum der Gemeinde. Sowohl 1978 als auch 1984 erfolgten Sanierungsmaßnahmen an der Burgruine und sie wurde unter Denkmalschutz gestellt. Nach der Gründung des Burgfördervereins wurde 1992 eine Freilichtbühne und 1997 eine Kneippanlage eröffnet. 2007 erfolgte der Neubau der Burghütte Falkenstein.
Hinzu kommen insgesamt vier Einzelobjekte, die unter Denkmalschutz stehen.

### Sonstige Bauwerke
Der moderne Bau der katholischen Kirche St. Katharina wurde 1976 fertiggestellt und ersetzte eine Kapelle aus dem Jahr 1764. Eine Kneipp-Anlage rund 200 Meter unterhalb des Friedhofs wurde im Jahre 1997 eröffnet.

### Natur
Mit dem Falkensteiner Tal existiert im Gemeindegebiet ein ehemaliges Naturdenkmal. Zudem liegt das Naturschutzgebiet Schelmenkopf-Falkenstein innerhalb der Gemarkung der Gemeinde. 

## Wirtschaft und Infrastruktur

### Verkehr
Die Kreisstraße 37 bindet die Gemeinde an das Straßennetz an. Westlich von Falkenstein verläuft die B 48, die auch zur A 63 (Kaiserslautern–Mainz) führt. 
An den öffentlichen Personennahverkehr ist der Ort durch die Buslinien 137 und 905 angebunden. In Winnweiler befindet sich ein Bahnhof der Alsenztalbahn.

### Tourismus
Durch die Gemeinde verlaufen der mit einem roten Balken markierte Fernwanderweg Donnersberg–Donon sowie zwei weitere Wanderwege, von denen der eine mit einem gelben Balken und der andere mit einem grün-gelben Balken gekennzeichnet ist. Durch den Süden der Gemarkung führt außerdem der Pfälzer Höhenweg.

## Persönlichkeiten

### Ehrenbürger
- Josef Fischer (* 1940), Bäckermeister, Ortsbürgermeister von 1989 bis 2004, nachdem er bereits seit 1974 als Erster Beigeordneter für die Gemeinde tätig war. Als Dank für sein Engagement wurde er 2008 zum Ehrenbürger ernannt.[10]

### Söhne und Töchter der Gemeinde
- Luitgard von Falkenstein (* um 1357 auf Burg Falkenstein; † nach dem 28. Mai 1391), Adlige, brachte als Erbin der Herrschaften von Königstein und Münzenberg diese in das Haus Eppstein

### Personen, die vor Ort gewirkt haben
- Kuno II. von Falkenstein (~1320–1388), Erzbischof und Kurfürst von Trier
- Emich Christian von Leiningen-Dagsburg (1642–1702), Graf von Leiningen und Dagsburg, heiratete 1664 vor Ort